# Alexandru Tănase
Alexandru Tănase (n. 24 februarie 1971, Chișinău) este un jurist din Republica Moldova, fost Ministru al Justiției între 2009-2011 și 2018, care din octombrie 2011 până în mai 2017 a fost președinte al Curții Constituționale a Republicii Moldova. Este unul dintre cei 3 fii ai fostului jurnalist moldovean Constantin Tănase.

## Cariera
În 2007 Alexandru Tănase s-a numărat printre membrii fondatori ai Partidului Liberal Democrat din Moldova. Din 8 decembrie 2007 până la ieșirea din partid în 2011 el a fost prim-vicepreședinte al PLDM.
Tănase a fost președinte al Fracțiunii PLDM în Consiliul Municipal Chișinău, funcție în care a activat din iunie 2007 până în aprilie 2009. Din aprilie 2009 până în martie 2010 și apoi între noiembrie 2010 – februarie 2011 a fost deputat în Parlamentul Republicii Moldova.
Din septembrie 2009 până în mai 2011 Alexandru Tănase a fost Ministru al Justiției.
La 10 aprilie 2011, la Congresul IV al Partidului Liberal Democrat din Moldova, la care au participat peste 2400 de delegați, a fost acceptată demisia lui Alexandru Tănase din funcția de prim-vicepreședintelui, care a părăsit partidul. În locul lui, în funcția de prim-vicepreședinte a fost numit Iurie Leancă.
Începând cu aprilie 2011 până în mai 2017, Tănase a fost judecător la Curtea Constituțională a Republicii Moldova, iar din octombrie 2011 până în mai 2017, el a exercitat și funcția de președinte al Curții Constituționale, când a fost succedat de Victoria Iftodi.
În perioada 5 februarie - 13 martie 2018 a exercitat, pentru a doua oară, mandatul de Ministru al Justiției.
Începând cu 16 iunie 2017 este membru al Comisiei de Veneția din partea Republicii Moldova.